# Antonio Rebollo
Antonio Rebollo Liñán (Madrid, 19 giugno 1955) è un ex arciere spagnolo, vincitore di 3 medaglie paralimpiche e ultimo tedoforo a Barcellona 1992.

## Biografia
Affetto da poliomielite già all'età di 8 mesi, Rebollo ha rappresentato la Spagna in tre edizioni dei Giochi: New York 1984, Seoul 1988 e Barcellona 1992, vincendo in totale 3 medaglie, 2 argenti (1984 e 1992) e un bronzo (1988).
Rebollo fu l'ultimo tedoforo sia ai Giochi della XXV Olimpiade che ai IX Giochi paralimpici estivi, entrambi svoltisi a Barcellona nel 1992; in entrambi i casi con il lancio di una sua freccia diede fuoco alla fiamma olimpica, divenendo l'unico ad essere stato "ultimo tedoforo" di un'Olimpiade e di una Paralimpiade svoltasi in uno stesso anno (1992), in una stessa città (Barcellona) e nello stesso stadio (Stadio olimpico Lluís Companys).
Qualche giornale mise in dubbio che la fiamma fosse stata accesa da Rebollo poiché la freccia infiammata finì al di fuori dello Stadio olimpico: in realtà era previsto che uscisse dallo stadio, dopo aver sorvolato a poca distanza il braciere ed aver incendiato il gas, aperto poco prima del tiro.